# Robert Stewart

Robert Stewart, al doilea marchiz de Londonderry, (18 iunie 1769 – 12 august 1822), cunoscut cu numele Lord Castlereagh, care este derivat din numele de curtuoazie vicontele  Castlereagh,, a fost un om de stat irlandezo-britanic. În timp ce ocupa funcți de Secretar de Stat pentru Afaceri Externe, a fost începând cu anul 1812 cel care s-a ocupat de organizarea coaliției care l-a înfrânt pe Napoleon și a fost principalul diplomat britanic de la Congresul de la Viena. Castlereagh a fost liderul Camerei Comunelor pe vremea guvernului lui Liverpool din 1812 pân la moartea sa. La începutul carierei sale, pe când ocupa funcția de Secreatar Șef pentru Irlanda, el s-a implicat în înnăbușirea rebeliunii din 1798 și a contribuit decisiv la votarea Legea Unirii Irlandei din 1800.
Cea mai mare provocare a lui Castlereagh în domeniul afacerilor externe a fost organizarea și finanțarea unei alianțe pentru înfrângerea lui Napoleon. El a reușit să adune la un loc pe inamicii lui Napoleon la tratativele de la Chaumont din 1814. După victoria alianței, el a lucra împreună cu liderii Europei în timpul Congresului de la Viena pentru asigurarea unei păci în conformitate cu spritul conservator al câștigătorilor. În timpul negocierilor de la Viena el a reușit să își indeplinească cel mai important obiectiv– asigurarea unei înțelgeri de pace, care să reziste pentru mulți ani. El a considerat că un tratat bazat pe răzbunare și represalii împotriva Franței avea să fie un eșec, în condițiile în care oricum la conducere reveniseră Burbonii conservatori. El și-a folosit măiestria diplomatică pentru blocarea celor mai duri termeni ai unui tratat. El a reușit să păstreze spiritul alianței de la Chaumont,în special în hotărârea cu care a pus capăt celor 100 de zile ale lui Napoleon din 1815. El a făcut planuri pentru asigurarea condițiilor pentru o pace pe termen lung în Europa care a unit eforturile marilor puteri. În același timp, el a urmărit apărarea intereselor comerciale și imperialiste ale Marii Britanii. El a asigurat trecerea sub control britanic a Coliniei Capului și a Ceylonului din mâinile olandezilor. Franța și-a recăpătat coloniile, dar a fost obligată să renunțe la toate cuceririle din Europa de după 1791. De asemenea, Castlereagh a depus eforturii pentru abolirea comerțului cu sclavi. Nu a reușit în schimb să evite declanșarea Războiului din 1812 cu SUA. Războiul s-a încheiat indecis în 1814, fără să aibă loc vreo modificare de frontieră. După 1815, Castlereagh a fost conducătorul care a impus măsuri represive în politica internă. A fost foarte nepopular pentru atacurile împotriva libertății și reformelor. Cu toate aceste, istoricii diplomatici au recomandat în 1919 politicile sale din 1814–1815 delegației britanice la conferințele de pace care au pus capăt primului conflict mondial. Istoricul Charles Webster a subliniat paradoxul:
„Probabil că nu a fost niciodată un om de stat al cărui idei au fost atât de corecte și a cărui atitudine față de opinia publică a fost atât de greșită. O astfel de discrepanță între înțelegerea scopurilor și înțelegerea mijloacelor înseamnă un eșec în conducerea statului.”